# De zwarte Smurfen
De zwarte Smurfen is het eerste album in de stripreeks over De Smurfen, getekend door Peyo met scenario van Peyo en Yvan Delporte. Het werd voor het eerst uitgegeven in 1963 door Dupuis. Sinds 2009 wordt het album met een licht gewijzigde cover en herziene belettering uitgegeven bij Standaard Uitgeverij.

## Achtergronden
De titelstrip werd later ook uitgegeven als De vlieg "BZZ" en als De paarse Smurfen. Dit zijn versies gebaseerd op de tekenfilmversie van het verhaal waarin het zwart door paars werd vervangen omdat zwart racistisch kan opgevat worden. Het verhaal van de tekenfilm en de afgeleide boeken is analoog aan dat van de strip. In 2010 wordt in de Verenigde Staten het echte album voor het eerst uitgegeven, maar ook in die versie is het zwart vervangen door paars.
Naast het titelverhaal bevat het album ook de verhalen De vliegende Smurf en De Smurfendief. De zwarte Smurfen (Les Schtroumpfs noirs, 25 juli 1959) en De Smurfendief (Le voleur de Schtroumpfs, december 1959) werden beide in het Frans eerst uitgegeven als mini-récit, een kleine, zelf in elkaar te knutselen bijlage in Spirou. Voor de albumuitgave werden deze verhalen helemaal hertekend. De vliegende Smurf verscheen voor het eerst in Spirou in 1963 (nr. 1303). In 1966 werden de drie verhalen als vervolgverhaal gepubliceerd in het stripweekblad Donald Duck.

## De verhalen

### De zwarte Smurfen
Op een dag wordt een van de Smurfen in het bos gebeten door de bzz-vlieg. Hij wordt hierdoor helemaal zwart en kan enkel nog "Gnap" uitbrengen. Zwarte Smurfen brengen de ziekte over door in de staart van blauwe Smurfen te bijten, waardoor steeds meer Smurfen met het virus besmet worden.
Grote Smurf ontdekt dat het stuifmeel van de affodil de Smurfen terug blauw kan maken. Als er na een gevecht echter steeds minder blauwe Smurfen overblijven en ook de Grote Smurf uiteindelijk − als laatst overgebleven blauwe Smurf − gebeten wordt door een blauwgeverfde zwarte, lijkt alles verloren. Een brand in Grote Smurfs laboratorium veroorzaakt een ontploffing, waardoor de hele resterende voorraad affodilstuifmeel in het rond wordt geblazen. Alle Smurfen zijn hierdoor op slag genezen.

### De vliegende Smurf
Een Smurf droomt ervan om te kunnen vliegen. Hij slaat aan het knutselen, maar niets werkt. Een toverdrankje werkt uiteindelijk wel, maar heeft hem zo licht gemaakt dat hij niet meer uit de lucht kan. De anderen Smurfen trekken hem aan een touw naar beneden en geven hem stenen te eten. De vliegende Smurf wordt hierdoor loodzwaar, waardoor hij het vliegen moet opgeven.

### De Smurfendief
De kwaadaardige en op rijkdom beluste tovenaar Gorgelmee (die in de meeste andere verhalen Gargamel heet) heeft een Smurf nodig om de steen der wijzen te maken. Hij zet vallen uit en vangt er één Smurf mee. De Brilsmurf heeft echter alles gezien en volgt Gorgelmee. Later komt hij met de andere Smurfen terug om de gevangene te bevrijden. Samen kunnen ze de Smurf uit de greep van Gorgelmee en Azraël halen. 
Gorgelmee wil wraak nemen en neemt een drankje in om een reus te worden, zodat hij gemakkelijk het hele Smurfendorp kan verwoesten. Hij weet niet dat de Smurfen terwijl ze in zijn kasteel waren de elixers hebben overgegoten; Gorgelmee drinkt hierdoor in werkelijkheid een drankje dat hem zelf zo klein maakt als een Smurf.

## Tekenfilm
In de tekenfilm De Paarse Smurfen speelt ook Smurfin mee. In de stripserie maakte ze haar debuut pas in De Smurfin (1967).